# Tarrington
Tarrington – wieś w Anglii, w hrabstwie Herefordshire. Leży 11 km na wschód od miasta Hereford i 179 km na zachód od Londynu.